# Ctimene hyaloplaga
Ctimene hyaloplaga là một loài bướm đêm trong họ Geometridae.